# Gilgit
Gilgit er en by i det nordlige Pakistan med et indbyggertal på cirka 8.851 (2010). Byen er hovedstad i et distrikt af samme navn, og er den eneste betydningsfulde by i den nordlige del af Pakistan.